# الرابطة الوطنية من أجل الديمقراطية

شعار الحزب

الرابطة الوطنية من أجل الديموقراطية (بالإنجليزية: National League for Democracy) هو الحزب الحاكم في ميانمار بعد عودة الديمقراطية تقوده السياسية أون سان سو تشي تأسس في 27 سبتمبر 1988 وفاز في الانتخابات البرلمانية سنة 2016 ويشغل 255 مقعدا من أصل 440 مقعدا ويسيطر على غالبية المجالس المحلية والرءيس الحالي تين كياو أمينه العام .